# Thorge Koehler
Thorge Koehler (* 1987) ist ein deutscher Verwaltungsjurist. Er ist seit dem 1. Mai 2023 Leiter des Landesamtes für Verfassungsschutz Bremen.

## Leben
Koehler studierte in Bremen Rechtswissenschaften und legte 2014 sein zweites Staatsexamen am Hanseatischen Oberlandesgericht in Bremen ab. Direkt danach ging er für drei Jahre zur  Staatsanwaltschaft. Seit 2018 arbeite Koehler als Referatsleiter im Landesamt für Verfassungsschutz.
2023 löste er seinen Vorgänger Dierk Schittkowski ab, der in den Ruhestand ging.